# رشته‌کوه پای-خوی
رشته‌کوه پای-خوی (روسی: хребет Пай-Хой) یک رشته‌کوه در ناحیه خودگردان ننتس کشور روسیه است.